# ミレンコ・アチモヴィッチ
ミレンコ・アチモヴィッチ（Milenko Ačimovič 、1977年2月15日 - ）は、スロベニア・リュブリャナ出身のサッカー選手。元スロベニア代表。ポジションはFW・MF。
リーチの長さを活かしたボールコントロールと正確なキックが持ち味。

## 来歴
1998年4月22日、チェコ戦にて代表デビューを果たすと、代表の中心選手として活躍した。同国代表としては、2000年のUEFA EURO、2002年の日韓W杯に出場した。日韓W杯では、1-3で敗北した6月12日のパラグアイ戦で1得点をマークした。代表最後の試合は、2007年3月28日に行われたUEFA EURO 2008予選オランダ戦である。この試合には0-1で敗北した。同年8月にスロベニア代表の引退を表明した。

## 所属クラブ
- 1996-0000  NKジェレズニチャル・リュブリャナ
- 1996-1998  NKオリンピア・リュブリャナ
- 1998-2002  レッドスター・ベオグラード
- 2002-2004  トッテナム・ホットスパーFC
- 2004-2006  リール
- 2006-2007  アル・イテハド
- 2007-2010  FKアウストリア・ウィーン

## 代表歴

### 出場大会
- スロベニア代表
  - 2002 FIFAワールドカップ

### 試合数
- 国際Aマッチ 74試合 13得点（1998年-2007年）[1]

| スロベニア代表 | 国際Aマッチ | 国際Aマッチ |
| 年             | 出場        | 得点        |
| -------------- | ----------- | ----------- |
| 1998           | 5           | 1           |
| 1999           | 12          | 2           |
| 2000           | 8           | 3           |
| 2001           | 9           | 3           |
| 2002           | 10          | 1           |
| 2003           | 8           | 0           |
| 2004           | 9           | 3           |
| 2005           | 6           | 0           |
| 2006           | 5           | 0           |
| 2007           | 2           | 0           |
| 通算           | 74          | 13          |